# Peter Riedler
Peter Riedler (* 1969 in Graz) ist ein österreichischer Jurist. Ab 2011 war er Vizerektor der Universität Graz und ab Dezember 2021 deren geschäftsführender Rektor. Am 23. Juni 2022 wurde er zum Rektor der Universität Graz ab 1. Oktober 2022 gewählt.

## Leben
Peter Riedler wurde als Sohn von Willibald Riedler (1932–2018) geboren, der Rektor der Technischen Universität Graz und Direktor des Instituts für Weltraumforschung der Österreichischen Akademie der Wissenschaften war. Nach der Matura 1987 an einem neusprachlichen Gymnasium begann er ein Studium der Rechtswissenschaften an der Universität Graz. Nach Abschluss des Studiums folgte ein Studienaufenthalt an der University of Wales, College of Cardiff sowie ein postgraduales Studium der Johns Hopkins University (Internationale Wirtschaft und europäische Politik) in Bologna. 1999 promovierte er mit einer Dissertation im Bereich Völkerrecht und Europarecht an der Uni Graz zum Doktor der Rechte.
Berufliche Stationen waren das Europäische Parlament in Brüssel und eine beratende Tätigkeit im Büro des steirischen Wirtschafts- und Finanzlandesrats. Von 2002 bis 2007 war er in Wien im Kabinett von Bundeskanzler Wolfgang Schüssel Berater für Finanzen, Wirtschaft und Forschung. Anschließend war er Director of Public Affairs bei der AVL List in Graz.
2011 wurde er Vizerektor für Finanzen, Ressourcen und Standortentwicklung und im Oktober 2019 Vizerektor für Finanzen, Personal und Standortentwicklung der Universität Graz. Nach dem Wechsel von Martin Polaschek in die Politik als Bildungsminister der Bundesregierung Nehammer im Dezember 2021 wurde Peter Riedler interimistisch geschäftsführender Rektor. Am 23. Juni 2022 wurde er vom Universitätsrat zum Rektor der Universität Graz für eine vierjährige Funktionsperiode ab dem 1. Oktober 2022 gewählt. Im Jänner 2025 wurde er für weitere vier Jahre als Rektor bestätigt.
Riedler ist unter anderem Planungsvorstand des Wirtschaftsforschungsinstituts EcoAustria, Mitglied des österreichischen Fiskalrats, Mitglied des Internationalen Beirats der Universität Helsinki sowie Mitglied des Universitätsrates der Andrássy Universität Budapest.
Seit 2025 ist Riedler Teil des Kuratoriums von SK Sturm Graz.